# Houdinia flexissima
Houdinia flexilissima là một loài bướm đêm thuộc họ Blastobasidae. Nó là loài duy nhất được tìm thấy ở vùng đất bùn ở North Island của New Zealand.
Ấu trùng rất nhỏ. Chúng ăn lá nơi chúng sinh sống.